# 聖查爾斯鎮區 (內布拉斯加州卡明縣)
聖查爾斯鎮區（英語：St. Charles Township）是位於美國內布拉斯加州卡明縣的一個行政鎮區。

## 地方資料
聖查爾斯鎮區的面積為76.85平方千米，當中陸地面積為75.08平方千米，而水域面積為1.77平方千米。根據2020年美國人口普查的數據，當地共有人口185人，而人口密度為每平方千米2.41人。